# 呂安國
呂安國（427年—490年），廣陵人。劉宋至蕭齊軍事和政治人物。

## 生平
劉宋大明末年，呂安國擔任將領，受到刘勔賞識。泰始二年（466年），刘勔與副手建威將軍呂安國前往壽春討伐殷琰，眾軍在橫塘擊破殷琰長史杜叔寶。殷琰軍隊潰敗，刘勔遣呂安國追擊。殷琰投降後，呂安國因功受封彭澤縣男，次年又改封鍾武縣男，並連續升遷至寧朔將軍、義陽太守。泰始四年（468年），又改封湘南縣男。北魏攻陷汝南後，呂安國擔任督司州諸軍事、寧朔將軍、司州刺史。泰始六年（470年），司州州治搬遷至義陽，呂安國仍領義陽太守。不久升遷至右軍將軍，代理輔師將軍。元徽二年（474年），擔任晉熙王征虜司馬，續任輔師將軍。不久轉游擊將軍。元徽三年（475年），擔任持節、都督青兗冀三州緣淮前鋒諸軍事、輔師將軍、兗州刺史。次年，進號冠軍將軍，又任游擊將軍，加散騎常侍、征虜將軍。
沈攸之起兵反對蕭道成後，行湘州事任候伯與平西將軍黃回以及衛將軍袁粲圖謀推翻蕭道成。蕭道成任命呂安國為湘州刺史，續任征虜將軍，命其捕殺任候伯。不久呂安國進號前將軍。建元元年（479年），呂安國進爵，增邑六百戶，並轉右衛將軍，加給事中。
建元二年（480年），北魏進攻蕭齊，蕭道成派遣呂安國出司州，以本官使持節、總荊郢諸軍北討事，駐扎在義陽西關。蕭賾即位後，呂安國擔任使持節、散騎常侍、平西將軍、司州刺史，領義陽太守。永明二年（484年），呂安國擔任都督南兗兗徐青冀五州諸軍事、平北將軍、南兗州刺史，仍為都督、湘州刺史。
永明四年（486年），湘川蠻造反，呂安國督州兵討伐。呂安國生病後，朝廷任命其為光祿大夫，加散騎常侍。次年，升遷為都官尚書，領太子左率。永明六年七月乙巳（488年8月20日），擔任領軍將軍。不久升遷至散騎常侍、金紫光祿大夫、兗州中正，給扶。永明八年（490年）去世，享年六十四歲。朝廷追贈使持節、鎮北將軍、南兗州刺史，常侍如故，給予鼓吹一部。諡號為肅侯。

## 延伸阅读
[在维基数据编辑]
 《南齊書·卷29》，出自萧子显《南齊書》
 《南史·卷46》，出自李延壽《南史》